# كفر سنجاب
قرية كفر سنجاب هي إحدى القرى التابعة لمركز تمي الأمديد في محافظة الدقهلية في جمهورية مصر العربية. حسب إحصاءات سنة 2006، بلغ إجمالي السكان في كفر سنجاب 5502 نسمة، منهم 2806 رجل و2696 امرأة.